# Est-ce que tu m'aimes ?
Singles de Maitre Gims
Warano Style
(2013) Melynda Gates
(2015)
Est-ce que tu m'aimes ? est une chanson du chanteur congolais Gims. Elle est publiée le 28 avril 2015 en tant que premier single extrait de la partie bleue de son deuxième album studio Mon cœur avait raison.

## Clip vidéo
Le clip est sorti le 4 mai. Il a été tourné à Paris et à New York, où il explore le thème de la chanson à travers l'histoire de plusieurs couples en proie à d'importantes difficultés. Les scènes d’intérieur avec Maître Gims ont été tournées au musée Guimet[réf. nécessaire]. En 2025, dix ans après sa sortie, le clip comptabilise plus de 541 millions de vues sur YouTube.

## Classements et certifications
| Classement (2015-2016)                  | Meilleure position |
| --------------------------------------- | ------------------ |
| Belgique (Flandre Ultratop 50 Singles)  | 19                 |
| Belgique (Flandre Ultratop 50 Airplay)  | 17                 |
| Belgique (Flandre Ultratop R&B/Hip-Hop) | 4                  |
| Belgique (Wallonie Ultratop 50 Singles) | 2                  |
| Belgique (Wallonie Ultratop 50 Airplay) | 7                  |
| Danemark (Tracklisten)                  | 4                  |
| France (SNEP)                           | 3                  |
| France (SNEP Radio)                     | 3                  |
| France (SNEP Streaming)                 | 3                  |
| France (SNEP Téléchargement)            | 3                  |
| Italie (FIMI)                           | 1                  |
| Pays-Bas (Nederlandse Top 40)           | 55                 |
| Slovaquie (IFPI)                        | 33                 |
| Suisse (Schweizer Hitparade)            | 43                 |
| Suisse (Charts Romandie)                | 9                  |
| Tchéquie (IFPI Rádio)                   | 3                  |
| Tchéquie (IFPI Singles Digitál)         | 44                 |

| Classement (2015)            | Position |
| ---------------------------- | -------- |
| Belgique (Flandre Ultratop)  | 76       |
| Belgique (Wallonie Ultratop) | 16       |
| France (SNEP)                | 16       |

| Classement (2016)      | Position |
| ---------------------- | -------- |
| Danemark (Tracklisten) | 13       |
| Italie (FIMI)          | 17       |

### Certifications
| Région                                                                  | Certification | Ventes/Streams |
| ----------------------------------------------------------------------- | ------------- | -------------- |
| Allemagne (BVMI)                                                        | Or            | 200 000‡       |
| Belgique (BEA)                                                          | Or            | 10 000*        |
| Danemark (IFPI)                                                         | 3 × Platine   | 270 000‡       |
| France (SNEP)                                                           | Platine       | 200 000‡       |
| Italie (FIMI)                                                           | 5 × Platine   | 250 000‡       |
| *Ventes selon la certification ‡ventes/streaming selon la certification |               |                |